# Sysselstad
Sysselstad är en fiktiv stad som återfinns i Richard Scarrys illustrerade, pedagogiska barnböcker, samt i den animerade TV-serien Richard Scarrys äventyrsvärld från mitten av 1990-talet. På originalspråket kallas den Busytown och i tidiga svenska upplagor benämns den även som Sysselbo.
Sysselstad har en flagga som är vit med en hammare med rött huvud och naturfärgat träskaft.
Sysselstad befolkas av olika sorters djur, som alla har mänskliga drag, utför mänskliga sysslor och bär människokläder. Staden ligger vid havet i ett centraleuropeiskt landskap med berg, barrskogar, åkrar och korsvirkesbebyggelse i omgivningarna. I nära anslutning ligger de mindre orterna Klarköping och Nöfferyd. Sysselstad har en god infrastruktur med både en hamn och en större flygplats, men har ändå en hel del trafikproblem vilket särskilt accentueras i boken Bilar och traktorer och annat som rullar.